# Bleeder
Bleeder (bra: Bleeder) é um filme produzido na Dinamarca em 1999, escrito e dirigido e produzido por Nicolas Winding Refn.

## Sinopse
Leo, Lenny e Louis são amigos que convivem com situações problemáticas em suas gélidas rotinas na cidade de Copenhagen. Frustrado com a vida, Leo vai se tornando cada vez mais violento e revoltado à medida que passa cada vez menos tempo em casa, esquecendo de cuidar de sua mulher grávida e provocando situações que o colocarão em confronto contra si mesmo e contra as pessoas ao seu redor.

## Elenco
- Kim Bodnia...Leo
- Mads Mikkelsen...Lenny
- Rikke Louise Andersson...Louise
- Liv Corfixen...Lea